# Жан-П'єр Андревон
Жан-П'єр Андревон (фр. Jean-Pierre Andrevon; 19 вересня 1937, Бургуен-Жальє) — французький письменник-фантаст, редактор фантастичних видань, літературний критик та художник. Найбільш відомий циклом творів «Ґандагар»

## Біографія
Жан-П'єр Андревон народився в місті Бургуен-Жальє в департаменті Ізер. Здобував середню освіту в ліцеї «Шампольйон» у Греноблі, проте у зв'язку з матеріальною скрутою в сім'ї після третього курсу навчання він вимушено покинув ліцей, щоб заробляти собі на життя. Спочатку протягом 4 років Андревон працював в Управлінні доріг і мостів, де займався копіюванням креслень шосе і мостів. У 1957 році він вступив до Школи декоративного мистецтва в Греноблі, після закінчення якого Андревон протягом року працював у ліцеї «Шампольйон». На початку 1963 року майбутнього письменника призвали до армії, й протягом двох років, до кінця 1964 року, він брав участь у військових діях в Алжирі. Після демобілізації Андревон продовжував навчання, та одночасно працював на різних творчих посадах, зокрема кінокритиком та художником-ілюстратором, пробував виступати як бард. Також він працював викладачем у художніх ліцеях та коледжах у Греноблі та сусідніх населених пунктах. Жан-П'єр Андревон також робив спроби стати кіноресисером, та зняв два короткометражних фільми.
У 1968 році Андревон розпочав свою літературну діяльність, опублікувавши в журналі «Fiction» оповідання «Резерв» (фр. La réserve). У цьому ж році він розпочав створення свого найвідомішого циклу творів «Ґандагар» (фр. Gandahar). Спочатку перший роман циклу «Людино-машини проти Ґандагару» (фр. Les Hommes-Machines contre Gandahar) планувався письменником як комікс, проте після його створення жодне періодичне видання чи видавництво не висловило бажання його опублікувати, тому Андревон вирішив переробити його в роман, над яким працював аж до початку 1969 року. У цьому ж році роман опублікувало видавництво «Деноель». Спочатку письменник користувався псевдонімом «Альфонс Брутше», пізніше писав як під іншими псевдонімами, так і під власним іменем. Андревон публікувався початково в журналах «Denoël» і «Fleuve Noir», пізніше також у часописах «J'ai Lu», «Livre de Poche», «Flammarion», «Magnard», «Nathan», «Canaille», «Baleine» та низці інших. Щорічно письменник публікував по 3—4 нових книги, переважно фантастичних, проте в його доробку є низка детективних творів, пригодницьких творів, творів для дітей, а також горору. Одночасно Жан-П'єр Андревон випускав також і комікси, друкував статті з кінокритики та літературної критики в спеціалізованих журналах. Тривалий час, з 1971 року, письменник публікує статті в редагуванні екологічного відділу журналу «L'ecran fantastique» під назвою «Горловина» (фр. La Gueule ouverte). Також Андревон бере участь у редагуванні французьких енциклопедій наукової фантастики. У 80-х роках ХХ століття Жан-П'єр Андревон повертається до живопису, та у 1990 році він виконує розпис під назвою «Стіни Галактик» у міжнародному музеї наукової фантастики в Івердоні (Швейцарія). У кінці 90-х років ХХ століття письменник повернувся до продовження серії творів про Ґандагар, та опублікував у 1997 році роман «Ґандагар і птиця-світ» (фр. Gandahar et l'oiseau-monde), у 1999 році романи «Брама Ґандагара» (фр. Les portes de Gandahar) і «Мис на Ґандагарі» (фр. Cap sur Gandahar), а в 2002 році роман «Повстанці Ґандагара» (фр. Les Rebelles de Gandahar). У 1993 році Жан-П'єр Андревон опублікував першу книгу своїх спогадів під назвою «Я згадую Гренобль» (фр. Je me souviens de Grenoble), а в 2002 році вийшла друга частина його спогадів.

## Премії та нагороди
Жан-П'єр Андревон у 1990 отримав Велику премію уяви за роман «Сукран» (фр. Sukran). У 1982 році письменник отримав Молодіжний приз наукової фантастики за роман «Фея і геометр» (фр. La fée et le géomètre), у 2001 році отримав Приз за пригодницькикий роман за роман «Погляд з-за плеча» (фр. L'Oeil derrière l'épaule), а в 2002 році отримав Премію Мастертона за роман «Село, яке спить» (фр. Le village qui dort).

## Вибрана бібліографія

### Романи
- Цикл «Ґандагар» (фр. Gandahar)
  - 1969 — «Люди-машини проти Ґандагару[fr]» (фр. Les hommes-machines contre Gandahar)
  - 1997 — Ґандагар і птиця-світ (фр. Gandahar et l'oiseau-monde)
  - 1999 — Брама Ґандагара (фр. Les portes de Gandahar)
  - 1999 — Мис на Ґандагарі (фр. Cap sur Gandahar)
  - 2002 — Повстанці Ґандагара (фр. Les Rebelles de Gandahar)
- 1971 — Смертельний холод (фр. Un froid mortel)
- 1971 — Війна Грааля (фр. La guerre des Gruulls)
- 1972 — Закінчення ночі (фр. Le reflux de la nuit)
- 1973 — Час великих полювань (фр. Le temps des grandes chasses)
- 1973 — Бог світла (фр. Le dieu de lumière)
- 1974 — Світло між деревами (фр. Une lumière entre les arbres)
- 1974 — Час, хворий циклотимією (фр. Le temps cyclothymique)
- 1975 — Діти Пісурида (фр. Les enfants de Pisauride)
- 1977 — Пустеля світу (фр. Le désert du monde)
- 1979 — Реверанси тіні (фр. Les revenants de l'ombre)
- 1981 — Фея і геометр (фр. La fée et le géomètre)
- 1982 — Кошмар… Кошмари! (фр. Cauchemar... cauchemars!)
- 1983 — Робота тхора в курнику (фр. Le travail du furet à l'intérieur du poulailler)
- 1984 — Скорпіон і Гідра (фр. Soupçons sur Hydra)
- 1985 — Перший гібрид (фр. La premier hybride)
- 1986 — Жахи крові (фр. Cauchemars de sang)
- 1987 — Лицар, автобус і одноріг (фр. Le Chevalier, l'autobus et la licorne)
- 1988 — Усе в твоїх руках: Спогади останньої людини (фр. Tout à la main : mémoires d'un dernier homme)
- 1988 — По слідах мрії (фр. La trace des rêves)
- 1988 — Там, за горизонтом (фр. Ce qu'il y avait derrière l'horizon)
- 1989 — Так пахне смерть (фр. Comme une odeur de mort)
- 1989 — Шерман (фр. Sherman)
- 1989 — Сукран (фр. Sukran)
- 2000 — Відвідувач антисвіту (фр. Le visiteur de l'anti-monde)
- 2000 — Привиди не старіють (фр. Les fantômes ne vieillissent jamais)
- 2001 — Тайник (фр. La cachette)
- 2001 — Село, яке спить (Le village qui dort)
- 2001 — Погляд з-за плеча (фр. L'Oeil derrière l'épaule)
- 2001 — Кохання, як шалена вантажівка (фр. L'amour, comme un camion fou)

### Збірки
- 1970 — Сьогодні, завтра і потім (фр. Aujourd'hui, demain et après)
- 1971 — Це відбудеться зовсім не скоро (фр. Cela se produira bientôt)
- 1975 — Прикмети нескінченності (фр. Repères dans l'infini)
- 1977 — Це подібне на кожен день (фр. C'est tous les jours pareil)
- 1978 — Прозора пам'ять (фр. La mémoire transparente)
- 1978 — Пейзажі смерті (фр. Paysages des morts)
- 1979 — У фальшивому образі (фр. Dans les décors truqués)
- 1981 — Нейтрон (фр. Neutron)
- 1982 — Будівля навпроти (фр. L'immeuble d'en face)
- 1982 — Острови в голові (фр. Des îles dans la tête)
- 1984 — Той, хто приходить уночі (фр. Ce qui vient la nuit)
- 1986 — Центральний вокзал (фр. Gare centrale)
- 1991 — Усе не так! (фр. Tout va mal!)
- 1994 — Людина і динозаври (фр. L'homme aux dinosaures)
- 1995 — Ковчег (фр. L'arche)
- 1997 — Ніч звіра (фр. La nuit des bêtes)

## Екранізації творів
- «Ґандагар» (фр. Gandahar Les Annes Lumiere, англ. Gandahar Light Years) — французький науково-фантастичний анімаційний фільм 1988 року на основі дебютного роману Андревона «Люди-машини проти Ґандагару[fr]» (фр. Les Hommes-machines contre Gandahar) (1969)